# باتريك رافتر
باتريك رافتر (بالإنجليزية: Patrick Rafter)‏ هو لاعب كرة مضرب أسترالي , احترف في عام 1991 , من أهم إنجازاته الحصول على لقب بطولة أمريكا المفتوحة مرتين في عامي 1997 و1998 والوصول لنهائي بطولة ويمبلدون مرتين في عامي 2000 و2001 ونصف نهائي بطولة فرنسا المفتوحة في عام 1997 ونصف نهائي بطولة أستراليا المفتوحة في عام 2001.